# Georges Marret
Pour les articles homonymes, voir Marret.
Georges Marret est un avocat, réalisateur et producteur de cinéma français, né Georges Auguste Antoine Wladimir Marret à Paris 15e arrondissement le 15 mars 1891, mort à Méry-sur-Seine le 30 avril 1937 à l'âge de 46 ans.

## Biographie
Marret épouse Jeanne Pauline Gauthier à Dijon le 2 février 1918.

## Filmographie

### Producteur
- 1931 : Jean de la Lune de Jean Choux
- 1932 : Suzanne de Léo Joannon et Raymond Rouleau
- 1933 : Knock de Roger Goupillières et Louis Jouvet
- 1934 : Jeanne

### Réalisateur
- 1934 : Jeanne

### Scénariste
- 1938 : La Goualeuse de Fernand Rivers, avec Lys Gauty, coscénariste